# اکرویدون

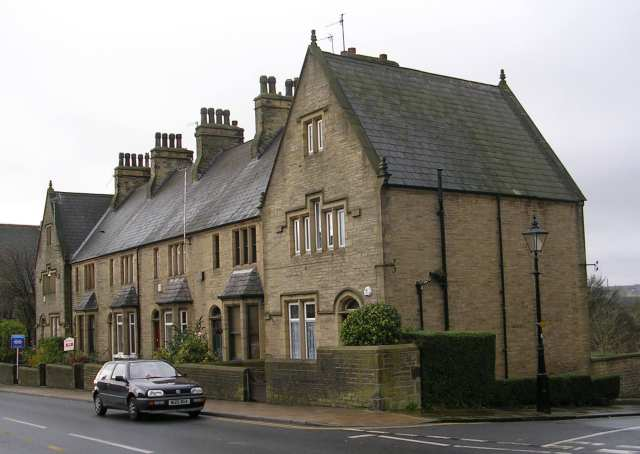
خانه‌های اکرویدون

اکرویدون (انگلیسی: Akroydon) منطقه مسکونی مربوط به دوره ویکتوریا در هلیفکس (یورکشایر غربی) انگلستان می‌باشد.